# Rugby Club The Bassets
Dernière mise à jour : 28 septembre 2012.
Le Rugby Club The Bassets est un club de rugby à XV néerlandais basé à Sassenheim. Fondé le 1er juillet 1978, le club participe au Championnat des Pays-Bas de rugby à XV.

## Histoire

### Origine
Le Rugby Club The Bassets a pour origine un cercle d'amis en 1978 qui se fréquentent habituellement au bar 't Zoldertje' à Sassenheim. Le propriétaire de ce bar, Van der Geest, veut avoir une vraie image de pub anglais, et cherche donc à monter une équipe de rugby à XV. La clientèle habituelle du pub forme une équipe qui s'entraîne pour affronter le LRC Diok. Teun de Reede et Nico Van Seggelen, deux joueurs expérimentés du LRC Diok, sont désignés comme entraîneurs. Ils apprennent aux habitants de Sassenheim le jeu du rugby et ses traditions sociales.
La toute nouvelle équipe perd lourdement son premier match sur le score de 100 à 0, mais retirent du plaisir malgré la défaite et décident de continuer la pratique du rugby, ce qui conduit à la création du club de rugby . Continuer à jouer engendrait la création d'un club de rugby le 1er juillet 1978 dans le restaurant Le Cheval Marron.

### Nom du club
L'idée première et naturelle est de nommer le club Rugby Club Sassenheim mais elle n'est guère fédératrice. Les autorités locales ne prennent pas les créateurs au sérieux. Le nom The Bassets apparaît lors d'une discussion au pub en rapport avec le basset du président du club. C'est alors la mode de donner des noms d'animaux anglais à des clubs sportifs.

### La montée en première division
Après quelques années de vie, le club réussit à monter en première division en 1985.